# Hermetia concinna
Hermetia concinna är en tvåvingeart som beskrevs av Samuel Wendell Williston  1900. Hermetia concinna ingår i släktet Hermetia och familjen vapenflugor. Inga underarter finns listade i Catalogue of Life.